# 기다 다쿠야
기다 다쿠야(일본어: 喜田 拓也, 1994년 7월 23일 ~ )는 일본의 축구 선수이다. 현재 J1리그의 요코하마 F. 마리노스에서 뛰고 있다.

## 구단 경력
그는 2012년부터 J리그의 요코하마 F. 마리노스에서 뛰었다.

## 국가대표팀 경력
그는 2011년 FIFA U-17 월드컵에 참가할 일본 U-17 국가대표팀에 발탁되었으며, 4경기에 출전, 8강 진출에 기여했다. 2013년 AFC U-22 축구 선수권 대회, 2014년 아시안 게임에도 출전했다.